# Borberg

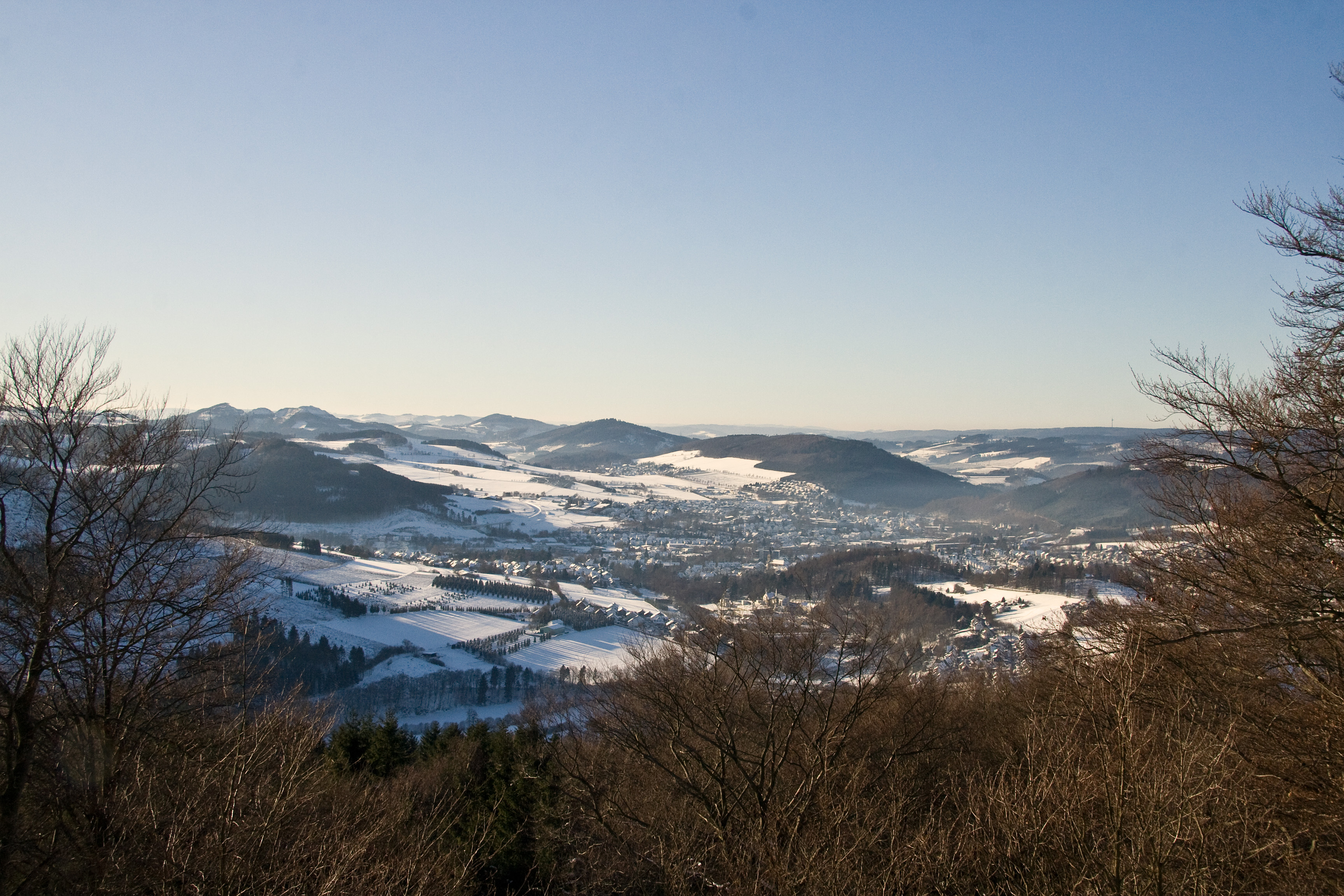
Blick vom Borberg nach Westen in das Ruhrtal bei Olsberg

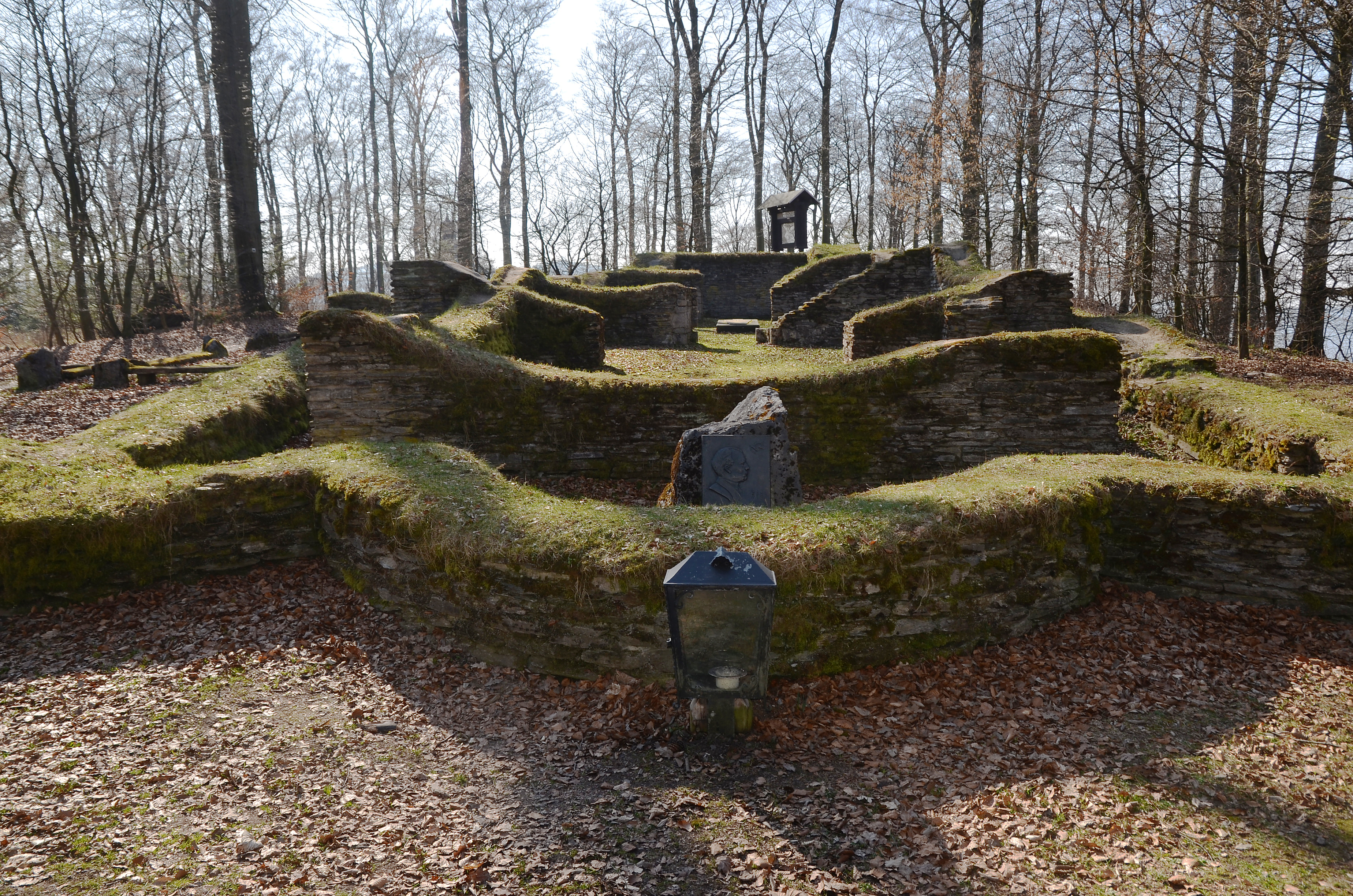
Borbergskirchhof: Reste der Kloster-
kirche mit Gedenkstein für Franz Stock

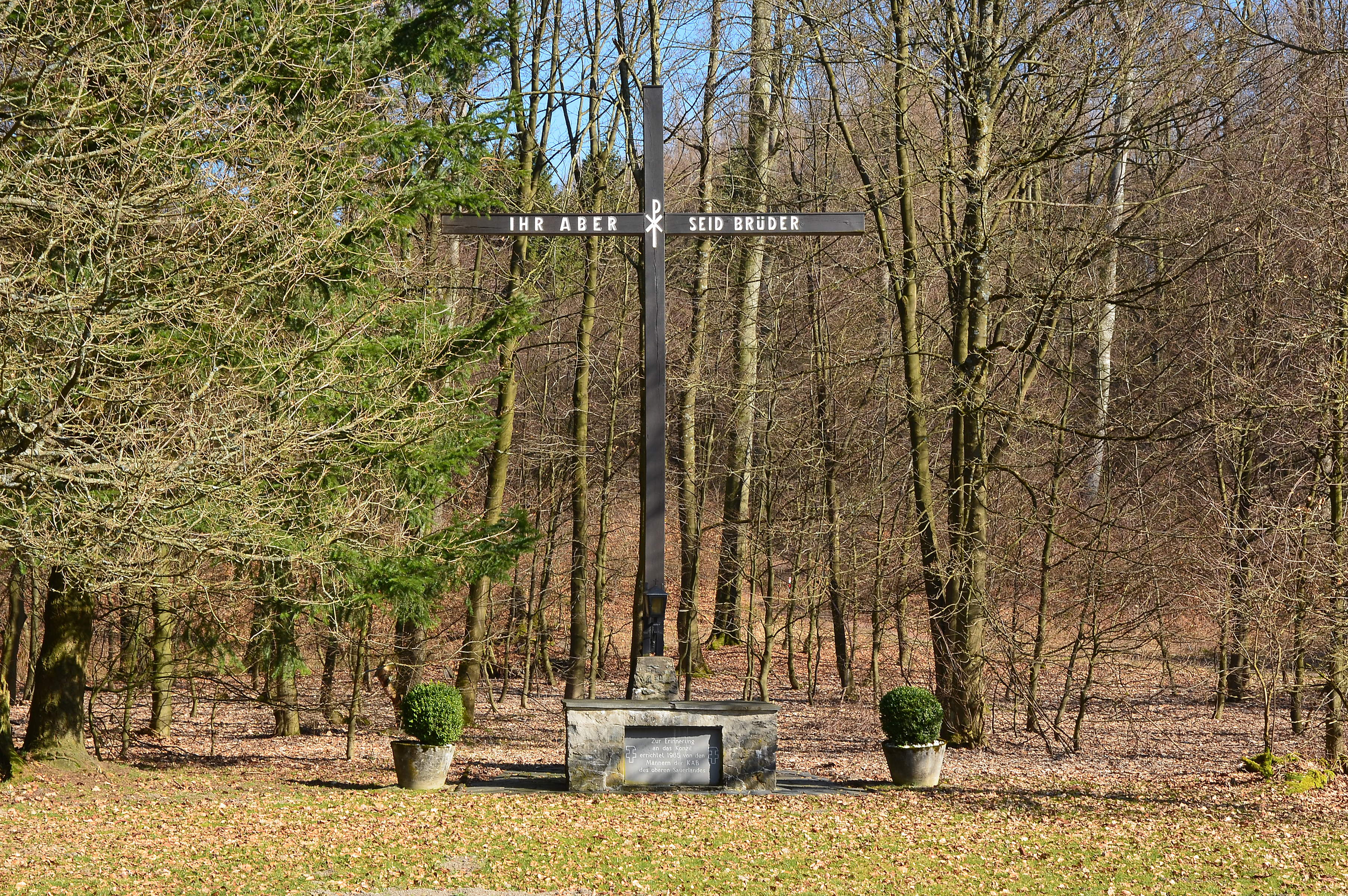
Borberger Friedenskreuz

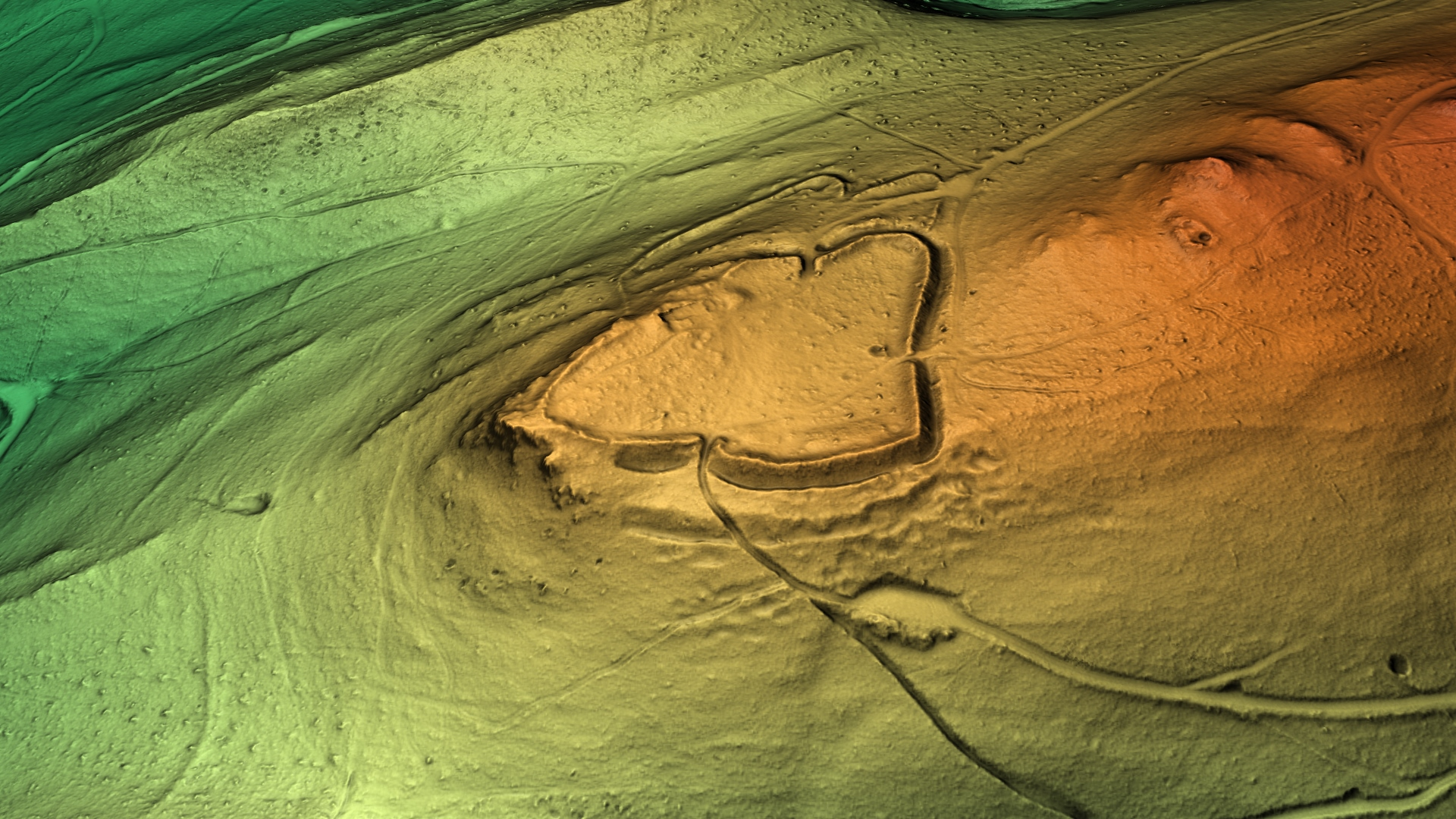
3D-Ansicht des digitalen Geländemodells

Der Borberg nahe Petersborn im nordrhein-westfälischen Hochsauerlandkreis ist ein 670,2 m ü. NHN hoher Berg im Rothaargebirge. Er ist unter anderem Ort der Wallanlage Borberg, des Borbergskirchhofs, der Briloner Friedenskapelle, der Borberger Friedenseiche und des Borberger Friedenskreuzes.

## Bergname
Johann Suibert Seibertz schrieb, „dass aber der Borberg seinen Namen nicht von einer ehemaligen Burg, sondern wirklich von einer darauf gestandenen Kirche oder Kapelle habe, geht aus einem Güterverzeichnisse des Stifts Geseke von 1360 hervor, worin es unter anderem heißt: Abtissa habet sola conferre capellum in Borghardes berghe juxta Brilon. Nicht sehr weit davon im Briloner Felde liegt der Geseker Stein, der vielleicht seinen Namen jenen uralten Beziehungen der St. Borghards Kapelle zum Geseker Stifte verdankt. In den Ruinen der Borbergskirche fand vor dreißig Jahren ein Holzhauer, Joh. Klaholz, bei gelegentlichem Aufräumen das verrostete alte Kuchen- oder Hostieneisen der Kirche, welches jetzt der Herausgeber besitzt“.

## Geographie

### Lage
Der Borberg liegt im Sauerland in den Nordausläufern des Rothaargebirges. Sein Gipfel erhebt sich rund 2,5 km südwestlich von Petersborn, einem Ortsteil von Brilon, 2 km nördlich von Elleringhausen und 2,2 km (jeweils Luftlinie) östlich von Gierskopp, beides Ortsteile bzw. -lagen von Olsberg; die Grenze der Städte Brilon und Olsberg verläuft über die Westflanke des bewaldeten Bergs. Südlich bis westlich vorbei fließt als östlicher Ruhr-Zufluss der Gierskoppbach, südöstlich verläuft der Beterhohl, nördlich der Sitterbach und der Westflanke entfließt die Wermecke, die alle in den Gierskoppbach münden, und östlich entspringt der Hillbringse-Zufluss Deitmecke. Der Südwestausläufer des Borbergs ist der Harzkopf (463,3 m).

### Naturräumliche Zuordnung
Der Borberg gehört in der naturräumlichen Haupteinheitengruppe Süderbergland (Nr. 33), in der Haupteinheit Rothaargebirge (mit Hochsauerland) (333) und in der Untereinheit Hochsauerländer Schluchtgebirge (333.8) zum Naturraum Habuch (333.83), wobei seine Landschaft in Richtung Süden in den Naturraum Ramsbecker Rücken und Schluchten (333.81) und nach Norden und Westen in der Haupteinheit Sauerländer Senken (335) in die Untereinheit Oberruhrgesenke (335.0) abfällt.

### Berghöhe
Die Höhe des Borbergs, der im Rahmen seines Ostgipfels 670,2 m Höhe erreicht, wird teils mit nur 669 m angegeben. Dies bezieht sich aber auf eine 669 m hohe Stelle, die zwischen dem Ostgipfel und dem 225 m entfernten und 666,8 m hohen Westgipfel liegt.

## Schutzgebiete
Auf dem zu Brilon gehörenden Teil des Borbergs liegen Bereiche des Landschaftsschutzgebiets Hoppecke-Diemel-Bergland (Landschaftstyp A) (CDDA-Nr. 345020; 1989 ausgewiesen; 78,03 km² groß) und auf seinen zu Olsberg zählenden Teil solche des LSG Olsberg (CDDA-Nr. 345105; 2004; 79,52 km².

## Wallanlage Borberg
Im oberen südwestlichen Hang des Borbergs (669 m) liegt die kleine Ringwallanlage auf maximal rund 602 m Höhe. Sie hat ein ca. 1,75 ha großes, annähernd dreieckiges, Kernwerk mit den Ausmaßen von 170 × 160 × 230 m und einem kleinen Annex von ca. 1,2 ha Größe im Norden, der oft Vorburg genannt wird und eine ungefähre Länge von knapp 200 m und 65 m Tiefe hat. In den Wall waren sogenannte Zangentore integriert, die durch das Ziehen des Walls nach innen zu erkennen sind. Die nördliche Toranlage wurde bei Grabungen zwischen 1983 und 1987 freigelegt und zur besseren Kenntlichkeit ergänzt. Wenige Funde lassen keine genauere Datierung der Anlage zu. Vergleiche lassen eine vorromanische Anlage mit karolingisch-ottonischer Architektur zwischen dem 9. und 10. Jahrhundert vermuten.

## Borbergskirchhof
Innerhalb der Wallanlage befindet sich der Borbergskirchhof. Im Nordwesten von dessen Gelände brachten Grabungen einige Fundament- und Mauerreste einer ehemaligen Klosterkirche zu Tage. Die Dokumentenlage ist äußerst spärlich. Es gibt lediglich eine Urkunde die nicht genau datierbar ist, die möglicherweise auf die Kirche hinweist. In einer Urkunde des Geseker Stiftes aus dem Jahr 1360 bezeichnet die Äbtissin eine capellam in Borghardes. Sicher ist, dass die Kirche mehrfach umgebaut wurde. Grabungsfunde lassen auf das 12. Jahrhundert als Bauzeitraum der ersten Phasen schließen. Der Grundriss, einschließlich desjenigen des aufwendigen Dreiapsidenchores der Kirche, wurde bei den Grabungen von 1983 bis 1986 vollständig freigelegt. Das Kopfnischengrab auf der Längsachse der Kirche ist vermutlich ein Gründergrab, ein weiteres Kopfnischengrab ist im südlichen Anbau erhalten. Der im hinteren Teil freigelegte Turm ist 1,80 m hoch. Im Umfeld fanden sich 16 Gräber, welche die überlieferte Bezeichnung „Borbergs Kirchhof“ erklären.

## Friedenskapelle Brilon
Auf dem Südwestteil des Ringwalls steht auf Klippen über dem Gierskoppbachtal auf 600 m Höhe die Friedenskapelle Brilon (auch Borbergs- oder Marienkapelle genannt). Die 1923 errichtete und weithin sichtbare Kapelle ist Ziel von Wallfahrten. Darin wird ein kleiner hölzerner Bildstock des Heiligen Antonius dem Großen (im Volksmund Fickeltünnes genannt) aufbewahrt; er stand ursprünglich am Fuße einer mächtigen Fichte und trägt die Jahreszahl 1618. An und in der Kapelle fand 1931 das Borberger Friedenstreffen statt.

## Friedenseiche
Etwa 70 m südlich südsüdöstlich der im Borbergskirchhof befindlichen Fundament- und Mauerreste einer ehemaligen Klosterkirche steht eine Friedenseiche, die zur Erinnerung an das Borberger FDK-Friedenstreffen von 1931 während der Veranstaltung unter der Leitung des Borbergsförsters Josef Nikolay von Pilgern gepflanzt wurde.

## Friedenskreuz
Nahe der Friedenseiche steht ein hölzernes Friedenskreuz. Es befindet sich auf einem Sockel aus Natursteinen und trägt die Aufschrift „Ihr aber seid Brüder“. Laut Sockelinschrift wurde es 1965 zur Erinnerung an das Konzil errichtet.

## FDK-Friedenstreffen (1931)
Auf dem Borberg fand am 13. September 1931 ein großes internationales Friedenstreffen des Friedensbundes der deutschen Katholiken (FDK) statt – 16 Monate vor Beginn des NS-Regimes. Josef Rüther, Theodor Rüther (Sauerländer Wanderhändler) und Rudolf Gunst trugen die Verantwortung für dieses Treffen. Für den Frieden pilgerten viele Menschen auf den Borberg. Es kamen Mitglieder des Quickborn-Arbeitskreises (Quickbornbewegung), Kreuzfahrer aus dem Sauerland und Schüler aus dem Briloner Gymnasium Petrinum. Mit Diakon Franz Stock (Abbé) reisten aus Frankreich Gefährten des Franz von Assisi (heiliger Franziskus) an. Hier zu gehörten Josef Folliet (späterer Priester), Louis Archille (Student aus der Karibik), Remillieux (Abbé) und Paulus Lenz-Medoc (Generalsekretär des FDK). Am Treffen nahmen mehr als 1000 Personen teil. Einer der Hauptredner war Abbé Stock. Er gab dem farbigen französischen Staatsbürger Archille den Friedenskuss, was von anwesenden SA-Männern mit Protest quittiert wurde.

## Verkehr und Wandern
Südwestlich vorbei am Borberg führen zwischen Gierskopp und Elleringhausen entlang des Gierskoppbachs die Landesstraße 743 und die Obere Ruhrtalbahn mit nahen Bahnhöfen in Olsberg und Brilon-Wald. Ein paar Kilometer östlich des Bergs verläuft die Bundesstraße 251 von Gudenhagen-Petersborn durch Brilon-Wald in das nordhessische Willingen und wenige Kilometer nordwestlich die Bundesstraße 480 von Olsberg nach Altenbüren. Zum Beispiel an diesen Straßen beginnend kann man den Borberg auf Waldwegen und -pfaden erwandern. Über dessen Westschulter verläuft ein Abschnitt des Rothaarsteigs, der dort wegen der eindrucksvollen Aussicht in das westlich liegende Ruhrtal einen seiner Höhepunkte hat.